# Dipsas tenuissima
Dipsas tenuissima là một loài rắn trong họ Rắn nước. Loài này được Taylor mô tả khoa học đầu tiên năm 1954.